# ورزشگاه لوگووی
ورزشگاه لوگووی (به مونته‌نگروئی: Санино) یک ورزشگاه فوتبال در بودوا، مونته‌نگرو است. در حال حاضر بیشتر برای مسابقات فوتبال استفاده می‌شود و زمین خانگی باشگاه فوتبال موگرن است. این ورزشگاه گنجایش ۱٬۵۰۰ نفر را دارد.

## زمین و شرایط
ابعاد زمین ۱۱۰ در ۷۰ متر است. ورزشگاه معیارهای یوفا برای مسابقات اروپایی را برآورده نکرد. بازی‌های بین‌المللی در قلمرو شهرداری بودوا در ورزشگاه پود مالیم برودوم در پتروواچ برگزار می‌شود.

## کنسرت‌های موسیقی
از سال ۲۰۰۵، ورزشگاه لوگووی میزبان کنسرت‌های موسیقی متعددی در طول فصل تابستان در بودوا بود. در میان بسیاری از نوازندگان، بیشترین حضور در این کنسرت به اجرای دیوید گتا در ۲۹ ژوئیهٔ ۲۰۱۱ اختصاص داشت. این کنسرت با حضور ۶٬۰۰۰ تماشاگر برگزار شد.

## همچنین ببینید
- باشگاه فوتبال موگرن

- بودوا